# Barbara Winston Blackmun
Barbara Winston Blackmun (geboren 29. Juni 1928 in Merced, Kalifornien als Barbara Winston; gestorben 6. Juli 2018 in Lexington, Kentucky) war eine US-amerikanische Kunsthistorikerin, die innovativ auf dem Gebiet der Kunst des Königreichs Benin forschte. Ihre zahlreichen Veröffentlichungen über die höfische Kunst Benins etablierten das Potenzial der geschnitzten Elfenbeinstoßzähne für das Verständnis der Geschichte der Benin-Kunst. Blackmun entwickelte mit einer neuen Methodik ein ikonografisches „Wörterbuch“ für die Benin-Kunst.

## Leben
Barbara Winstons Vater leitete Camps für das Civilian Conservation Corps, eine Arbeitsbeschaffungsmaßnahme für Arbeitslose in der Zeit von 1933 bis 1942. Daher verbrachte Winston ihre Jugend in verschiedenen Nationalparks, wo ihr Vater tätig war. Nach ihrer Schulzeit studierte sie Kunst an der University of California, Los Angeles (UCLA). 1949 schloss sie das Studium mit einem Bachelor of Fine Arts und einem Lehrdiplom ab. Sie nahm eine Stelle als Lehrerin an einer öffentlichen Schule in Trona, Kalifornien, in der Mojave-Wüste an. Dort lernte sie Rupert Blackmun, später Professor für industrielle Kunst, kennen. Sie heirateten und das Paar bekam drei Kinder. Barbara Blackmun war zunächst weiterhin als Lehrerin tätig.
Von 1964 bis 1969 lebte die Familie in Malawi, wo Rupert Blackmun beim Aufbau eines Polytechnikums unterstützend tätig war. Barbara Blackmun unterrichtete Kunst und Englisch am Malawi Polytechnic College und an der Universität von Malawi und half bei der Erstellung eines Kunstlehrplans für weiterführende Schulen. Während ihres Aufenthalts in Malawi begann ihr Interesse an afrikanischer Kunst. Sie studierte insbesondere die Maskentraditionen des Volks von Maravi.
Bei ihrer Rückkehr in die USA ließ sich die Familie in Phoenix nieder. Barbara Blackmun studierte dann Kunstgeschichte an der Arizona State University, unter anderem bei dem führenden Gelehrten für afroamerikanische Kunst J. Eugene Grigsby (1918–2013). Ihre Masterarbeit von 1972 behandelte die Nyau-Masken der Maravi. Schon ein Jahr später veröffentlichte sie ihren ersten Artikel. 1971 zogen die Blackmuns nach San Diego, wo Barbara Blackmun Kunstgeschichte am San Diego Mesa College unterrichtete. Ende der 1970er Jahre kehrte sie an die UCLA zurück, um afrikanische Kunst bei Arnold Rubin zu studieren. Von 1981 bis 1982 betrieb Blackmun Feldforschungen in Benin City, um den historischen und kulturellen Kontext der Altarstoßzähne Benins zu verstehen. 1984 wurde sie mit einer Dissertation über die Ikonographie geschnitzter Altarstoßzähne aus Benin promoviert.
Von 1971 bis 2000 war sie Professorin und Vorsitzende der Kunstabteilung am San Diego Mesa College, einem Community College. Auch nach ihrer Pensionierung 2000 gab sie weiterhin Kurse am Mesa College, der UCLA und der UC San Diego sowie online an der Governors State University in Illinois.
Ab Anfang der 1970er Jahre arbeitete sie mit Mitgliedern der afroamerikanischen Gemeinschaft von San Diego zusammen, um das San Diego Museum of Art zur Sammlung und Ausstellung afrikanischer Kunst zu bewegen. Daraus ergab sich 1978 die Ausstellung San Diego Collects: Afrikanische Kunst. Blackmun war Mitglied des African Arts Committees des San Diego Museum. Sie kuratierte zwei weitere Ausstellungen (2003 Partners of the Soul: African Art of the Baule, 2010 Personal Pathways: Arts of Southeastern Africa from the Sana Collection). In den späten 1970er Jahren gründete sie die afrikanische Kunstsammlung am Mesa College und kuratierte dort sieben Ausstellungen mit afrikanischer Kunst zwischen 2003 und 2009. Sie wirkte als Beraterin bei zahlreichen Ausstellungen und Sammlungskatalogen, unter anderem für das Metropolitan Museum of Art, das Museum of Fine Arts in Houston, das Field Museum in Chicago, das Detroit Institute of Arts, das Museum für Völkerkunde in Wien, das Art Institute of Chicago, das Minneapolis Institute of Arts und das Musée d’ethnographie de Genève.
Bis 2013, als sie 85 Jahre alt war, veröffentlichte Blackmun immer wieder Publikationen über die Kunst von Benin. 2014 zog sie nach Lexington, um in der Nähe ihrer Familie zu sein.
Ihr ältestes Kind, Monica Blackmun Visonà, folgte ihr in ihren Interessen. Sie ist Historikerin für afrikanische Kunst.

## Werk

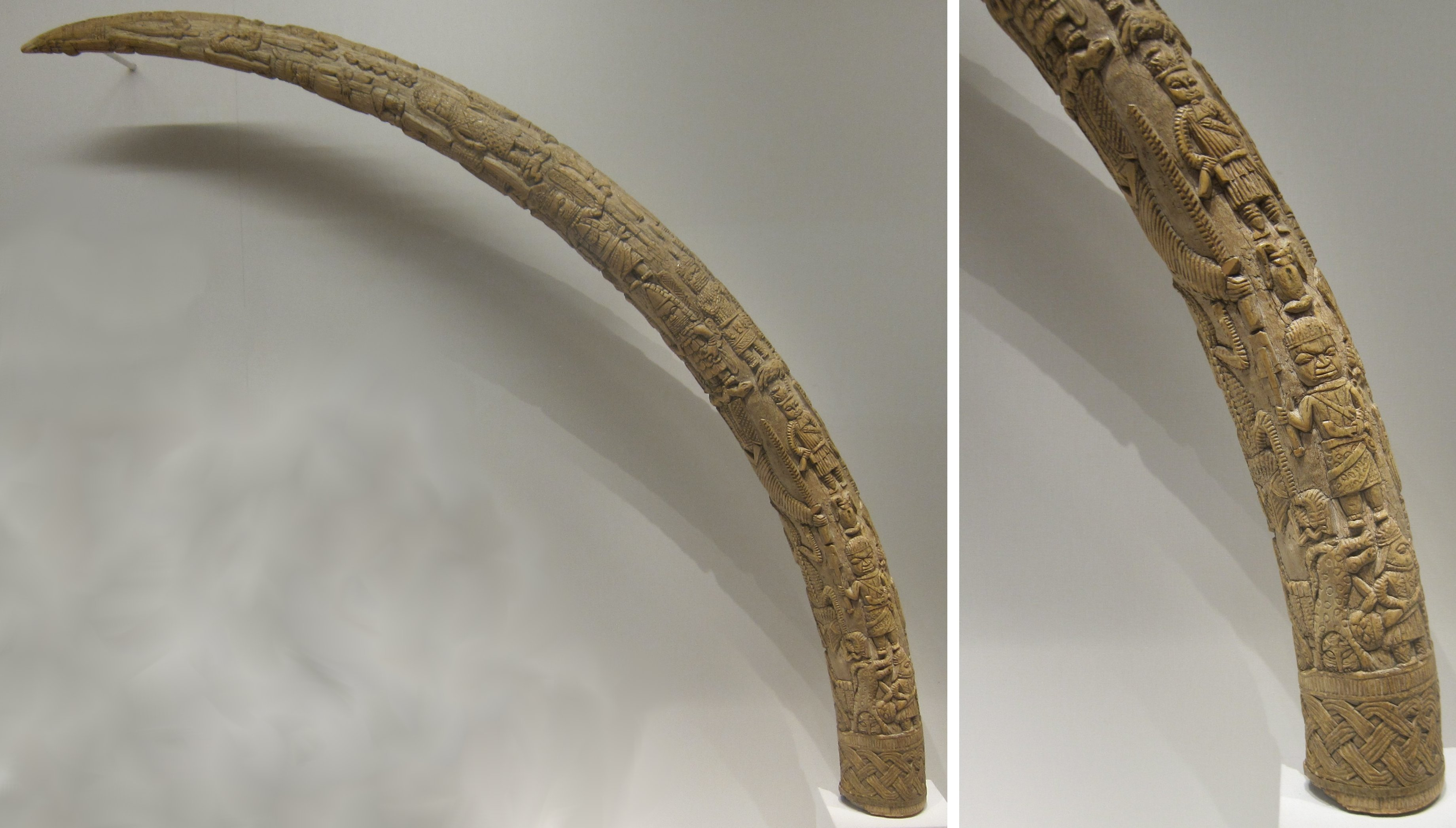
Altarstoßzahn, um 1820, Elfenbein, aus Königreich von Benin

1978 und 1979 arbeitete Barbara Blackmun mit Frank Willett am Hunterian Museum in Glasgow zusammen, wobei sie die Bronze- und Terrakottaköpfe aus Ife nach achtzig stilistischen und technischen Kriterien sortierte. Im Anschluss an diese Arbeit begann sie den Korpus der Elfenbeinstoßzähne aus Benin zusammenzustellen und entwickelte Kriterien für eine quantitative Analyse, was bis dahin niemand unternommen hatte. Es sind etwa 130 geschnitzte Altarstoßzähne aus Benin erhalten. Jeder weist bis zu siebzig verschiedene Motive auf. Mit einem zur damaligen Zeit völlig innovativen Ansatz nutzte Blackmun Großrechner für die Analyse. Sie entwickelte Datenerfassungs-Formulare und Raster für die Motivplatzierung, die es ihr ermöglichten, die Stoßzähne nach ihren physischen und stilistischen Merkmalen zu sortieren. Mit diesem Verfahren konnte sie eine große Zahl von Motiven zu kohärenten Gruppen zusammenfassen. Während ihrer Feldforschungen in Benin City unterstützten sie die Mitglieder der Igbesanmwan-Elfenbeinschnitzergilde darin, die Stoßzähne zu „lesen“ und ihre Bildsprache zu verstehen.
Im Rahmen ihrer Dissertation erstellte sie einen Katalog mit über 400 Motiven, der ein regelrechtes Wörterbuch der Ikonografie von Benin darstellt. Blackmun stellte die These auf, dass die Altarstoßzähnemotive in Beziehung zu den Stoßzahngruppen standen, die die Obas von Benin für die Ahnenaltäre ihrer Vorväter und Iyobas (Königinmutter) in Auftrag gaben. Ab Mitte des 18. Jahrhunderts waren zehn Gruppen von Stoßzähnen geschaffen worden, die jeweils besondere Merkmale aufwiesen. Diese Merkmale spiegelten die Veränderungen in Stil und Ikonographie sowie die historischen Umstände und politischen Ziele der einzelnen Oba wider. Vor Blackmuns Veröffentlichungen basierten Hypothesen über die Chronologie der Kunst von Benin auf den bronzenen königlichen Porträtköpfe und Palasttafeln. Ihre Arbeit erlaubte es, für das Verständnis der Geschichte der Benin-Kunst die geschnitzten Elfenbeinstoßzähne heranzuziehen.
In zahlreichen Artikeln beschrieb sie im Detail die Bedeutung der Motive einzelner Stoßzähne und mögliche Interpretationen von Stoßzahnsets. Sie stellte dar, wie die Form und Bedeutung von einzelnen Motiven sich im Laufe der Zeit veränderte. Sie untersuchte auch Fragen des Mäzenatentums und verglich Stoßzähne, die von unterschiedlichen Statusgruppen (Obas, Ezomos, militärische Befehlshaber) in Auftrag gegeben worden waren.

## Veröffentlichungen
- Barbara Blackmun, Matthew Schoffeleers: Masks of Malawi. In: African Arts. Band 5, Nr. 4, 1972, ISSN 0001-9933, S. 36–88, doi:10.2307/3334591, JSTOR:3334591.
- Reading a Royal Altar Tusk. In: Paula Ben-Amos, Arnold Rubin (Hrsg.): The art of power, the power of art. Studies in Benin iconography (= Monograph series. Band 19). University of California Press, Los Angeles 1983, S. 59–70.
- The iconography of carved altar tusks from Benin, Nigeria. 3 Bände. University Microfilms International, Ann Arbor, MI 1984 (Dissertation).
- Art as statecraft: A king's justification in ivory. Musée Barbier-Müller, Genf 1984.
- Royal and Nonroyal Benin: Distinctions in Igbesanmwan Ivory Carving. In: Christopher Roy (Hrsg.): The Artist and the Workshop in Traditional Africa. Third Symposium on African Art, May 10 - 11, 1985 (= Symposium on African Art. Band 3). Band 2. The School of Art and Art History, University of Iowa., Iowa City 1987, S. 81–115.
- From Trader to Priest in Two Hundred Years: The Transformation of a Foreign Figure on Benin Ivories. In: Art Journal. Band 47, Nr. 2, 1988, ISSN 0004-3249, S. 128–138, doi:10.2307/777066, JSTOR:777066.
- Obas' Portraits in Benin. In: African Arts. Band 23, Nr. 3, 1990, ISSN 0001-9933, S. 61–104, doi:10.2307/3336830, JSTOR:3336830.
- Who Commissioned the Queen Mother Tusks? A Problem in the Chronology of Benin Ivories. In: African Arts. Band 24, Nr. 2, April 1991, S. 54–91, doi:10.2307/3336853, JSTOR:3336853.
- History and Statecraft on a Tusk from Old Benin. In: The Bulletin of the Cleveland Museum of Art. Band 81, Nr. 4, 1994, ISSN 0009-8841, S. 87–115, JSTOR:25161449.
- Continuity and Change: The Ivories of Ovonramwen and Eweka II. In: African Arts. Band 30, Nr. 3, 1997, ISSN 0001-9933, S. 68–96, doi:10.2307/3337502, JSTOR:3337502.
- Icons and Emblems in Ivory: An Altar Tusk from the Palace of Old Benin. In: Art Institute of Chicago Museum Studies. Band 23, Nr. 2, 1997, ISSN 0069-3235, S. 149–198, doi:10.2307/4104381, JSTOR:4104381.
- Vienna’s Mystery Tusks. In: Angelika Tunis (Hrsg.): Faszination der Kulturen für Armand Duchâteau zum 70. Geburtstag von seinem Freundeskreis. Reimer, Berlin 2001, ISBN 3-496-02710-X, S. 59–91.
- From Time Immemorial: Historicism in the Court Art of Benin, Nigeria. In: Christian Heck, Kristen Lippincott (Hrsg.): Symbols of time in the history of art. Brepols, Turnhout 2002, ISBN 2-503-51185-6, S. 27–39.
- Malawi, Republic of. In: Oxford Art Online. Oxford University Press, 2003, doi:10.1093/gao/9781884446054.article.t053396.
- The Hands of the Artists. In: Frank Willett (Hrsg.): The art of Ife. A descriptive catalogue and database. CD-ROM. Hunterian Museum and Art Gallery, Glasgow 2004.
- Wen stellen die Figuren in der Kunst Benins dar? Rückschlüsse von Elfenbein auf Bronze. In: Barbara Plankensteiner (Hrsg.): Benin. Könige und Rituale. Höfische Kunst aus Nigeria. Snoeck Publishers, Gent 2007, ISBN 978-3-85497-113-9, S. 161–169.
- Late Twentieth Century Bronzes and Ivories in Benin City, Nigeria. In: Ernst Pernicka (Hrsg.): Original - copy - fake? Examining the authenticity of ancient works of art - focusing on African and Asian bronzes and terracottas. Von Zabern, Mainz 2008, ISBN 978-3-8053-3909-4, S. 153–163.
- Malawi. In: Joanne Bubolz Eicher, Doran H. Ross (Hrsg.): Berg encyclopedia of world dress and fashion. Band 1 (Afrika). Oxford University Press, Oxford 2010, ISBN 978-1-84788-104-5, S. 490–495.
- Contemporary Contradictions. Bronzecasting in the Edo Kingdom of Benin. In: Gitti Salami, Monica Blackmun Visonà (Hrsg.): A companion to modern African Art. Wiley-Blackwell, Chichester, West Sussex 2013, ISBN 978-1-118-51506-8, S. 389–407.